# リンゼイ・アンダーソン
リンゼイ・アンダーソン（Lindsay Anderson, 1923年4月17日 - 1994年8月30日）は、イギリス出身の映画監督。

## 略歴
父親が陸軍に所属しており、その関係でインドのバンガロールで生まれた。オックスフォード大学で学び、第二次世界大戦中は暗号作成に携わる。1947年には映画雑誌Sequenceをギャヴィン・ランバートやカレル・ライスと共に創刊し、映画批評の分野で活躍する。
その後、ドキュメンタリー映画の監督を経て、1963年に初の長編劇映画『孤独の報酬』を監督した。1968年の『If もしも....』で、第22回カンヌ国際映画祭パルム・ドールを受賞。

## 主な監督作品
- 孤独の報酬 This Sporting Life (1963)
- If もしも.... If... (1968)
- オー!ラッキーマン O Lucky Man! (1973)
- 怒りを込めて振り返れ Look Back In Anger (1980)
- ブリタニア・ホスピタル Britannia Hospital (1982)
- 八月の鯨 The Whales of August (1987)
- 逆転無罪 Prisoner for Honor (1991)